# Vieux-Fumé
Vieux-Fumé is een plaats en voormalige gemeente in het Franse departement Calvados in de regio Normandië.

## Geschiedenis
De plaats maakte deel uit van het kanton Bretteville-sur-Laize totdat dit op 22 maart 2015 werd opgeheven. Condé-sur-Ifs, Magny-la-Campagne en Vieux-Fumé werden overgeheveld naar het kanton Mézidon-Canon maar bleven, in tegenstelling tot de rest van dat kanton, deel uitmaken van het arrondissement Caen. Op 1 januari 2017 gingen Magny-la-Campagne en Vieux-Fumé op in de commune nouvelle Mézidon Vallée d'Auge, die onderdeel werd van het arrondissement Lisieux, waardoor de plaatsen alsnog van arrondissement veranderden.

## Geografie
De oppervlakte van Vieux-Fumé bedraagt 6,7 km², de bevolkingsdichtheid is 53,0 inwoners per km².
De onderstaande kaart toont de ligging van Vieux-Fumé met de belangrijkste infrastructuur en aangrenzende gemeenten.

## Demografie
Onderstaande figuur toont het verloop van het inwonertal (bron: INSEE-tellingen).
Vanwege een beveiligingsprobleem met de MediaWiki Graph-software is het momenteel niet mogelijk deze grafiek weer te geven. Zodra de software is bijgewerkt zal de grafiek vanzelf weer zichtbaar worden.
Lijst van Franse gemeenten · Arrondissement Lisieux · Calvados · Normandië